# Thalkirchen

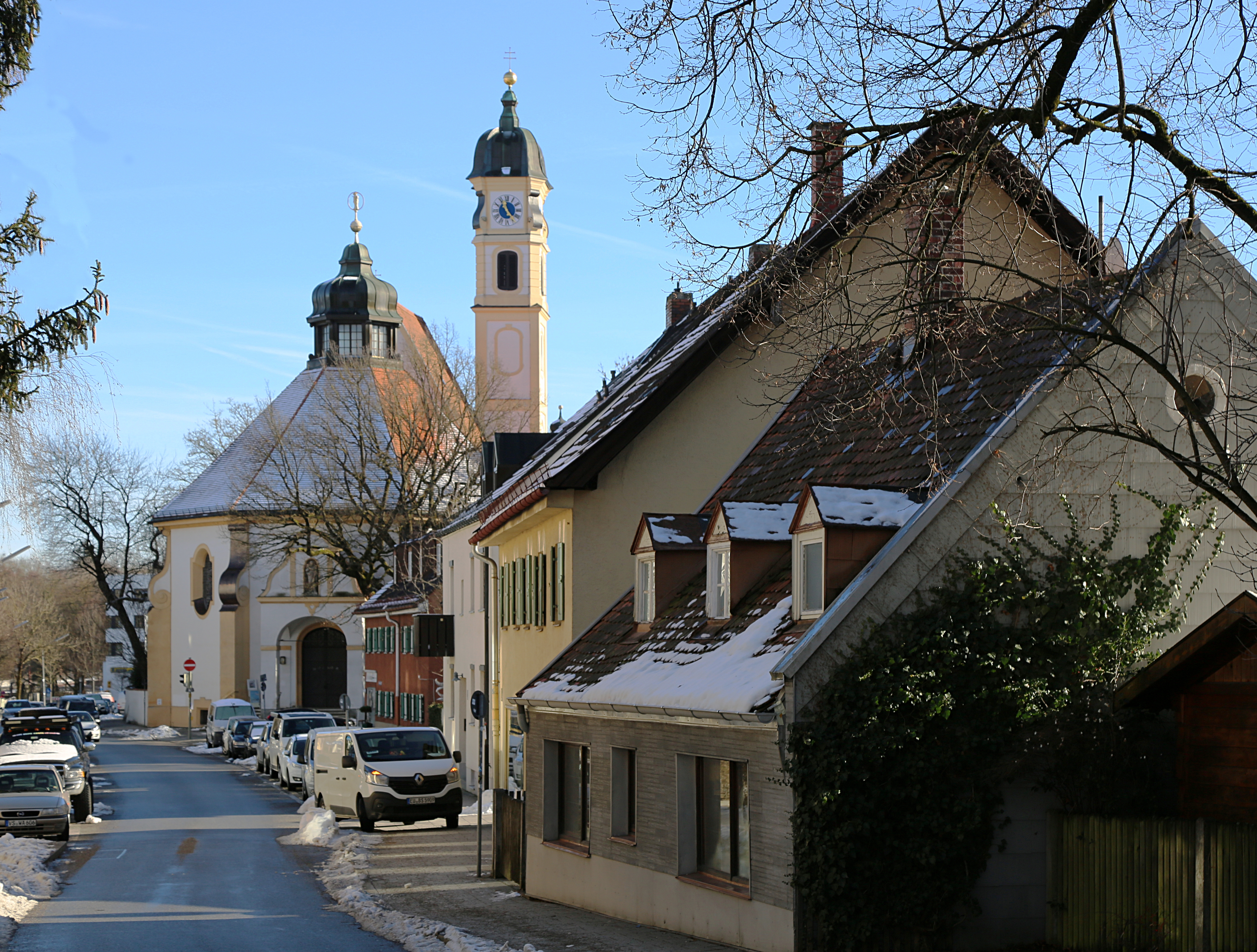
Blick durch die Thalkirchner Fraunbergstraße Richtung Osten auf die Pfarrkirche St. Maria Thalkirchen

Thalkirchen ist ein Stadtteil im Süden der bayerischen Landeshauptstadt München. Er ist Teil des Stadtbezirks 19 Thalkirchen-Obersendling-Forstenried-Fürstenried-Solln. Der fast vollständig in der Isarniederung westlich des Flusses gelegene Stadtteil gehört zu den ältesten Siedlungen im Süden der Stadt und hat durch seine Lage an der renaturierten Isar eine bedeutende Erholungs- und Freizeitfunktion für die gesamte Stadt.
Zum Gemeindeedikt von 1808 wurde die Gemeinde Thalkirchen aus dem namensgebenden Dorf an der Isar, dem südlich anschließenden Maria Einsiedel und der noch weiter südlichen Einöde Hinterbrühl sowie dem praktisch unbesiedelten Obersendling oberhalb der Hangkante gebildet. An der Wende zum 20. Jahrhundert fielen der Bau der Isartalbahn und der Villenkolonie Prinz-Ludwigs-Höhe oberhalb der Flussterrasse sowie die Eingemeindung nach München zusammen. Langsam wuchs das bisher dörfliche Thalkirchen nach Norden dem benachbarten Stadtteil Sendling entgegen. Nach dem Zweiten Weltkrieg wurde auch der verbleibende Raum auf dem Oberfeld entwickelt. Es bleiben aber sowohl unterhalb, wie oberhalb der Flussterrasse ein weit überdurchschnittlicher Anteil von Grünanlagen und oberhalb auch noch landwirtschaftliche Flächen.

## Geographie
Der historische Dorfkern Thalkirchens liegt im Talboden der Isar zwischen dem Fluss im Osten und der Flussterrasse im Westen. Nach Großhesselohe weitet sich das enge Tal der Isar hier trichterförmig auf, indem die linke Hochterrasse zurücktritt. St. Maria Thalkirchen steht im dadurch geöffneten Tal auf dem ersten weitgehend hochwasserfreien Bühel, was den Namen Kirche im Tal begründete. Die Kirche liegt auf 528 m über dem Meer, der niedrigste Punkt bei 524 m. Vor der Isarregulierung war er die einzige Siedlung im Raum München unterhalb der Hangkante. Im Tal schließt sich südlich Pullach im Isartal an, heute durch die Adolf-Wenz-Siedlung als einzigem Ortsteil im Talboden vertreten. Nördlich geht Thalkirchen unterhalb der Hangterrasse in das Sendlinger Unterfeld über.
Zum heutigen Stadtviertel Thalkirchen mit 283,63 ha gehört auf dem Oberfeld nur noch ein schmaler Streifen zwischen der Hangkante im Osten und der Bahnstrecke München–Lenggries im Westen. Er reicht von 540 m über dem Meer bis zum höchsten Punkt mit 565 m. Oberhalb der Hangkante liegt im Süden Solln, im Norden schließt sich Mittersendling an. Historisch gehörte ganz Obersendling zu Thalkirchen, das sich so bis Forstenried im Westen und dem Südpark im Nordwesten erstreckte. Dieser Teil war bis ins 20. Jahrhundert nahezu unbesiedelt und wurde dann und verstärkt nach dem Zweiten Weltkrieg als Industriegebiet mit Arbeiterwohngebieten erschlossen.
Sowohl der Talgrund wie die Hochterrasse gehören zur Münchner Schotterebene und sind durch die eiszeitlichen Schotter geprägt, mit nur einer dünnen Humusauflage.

## Geschichte

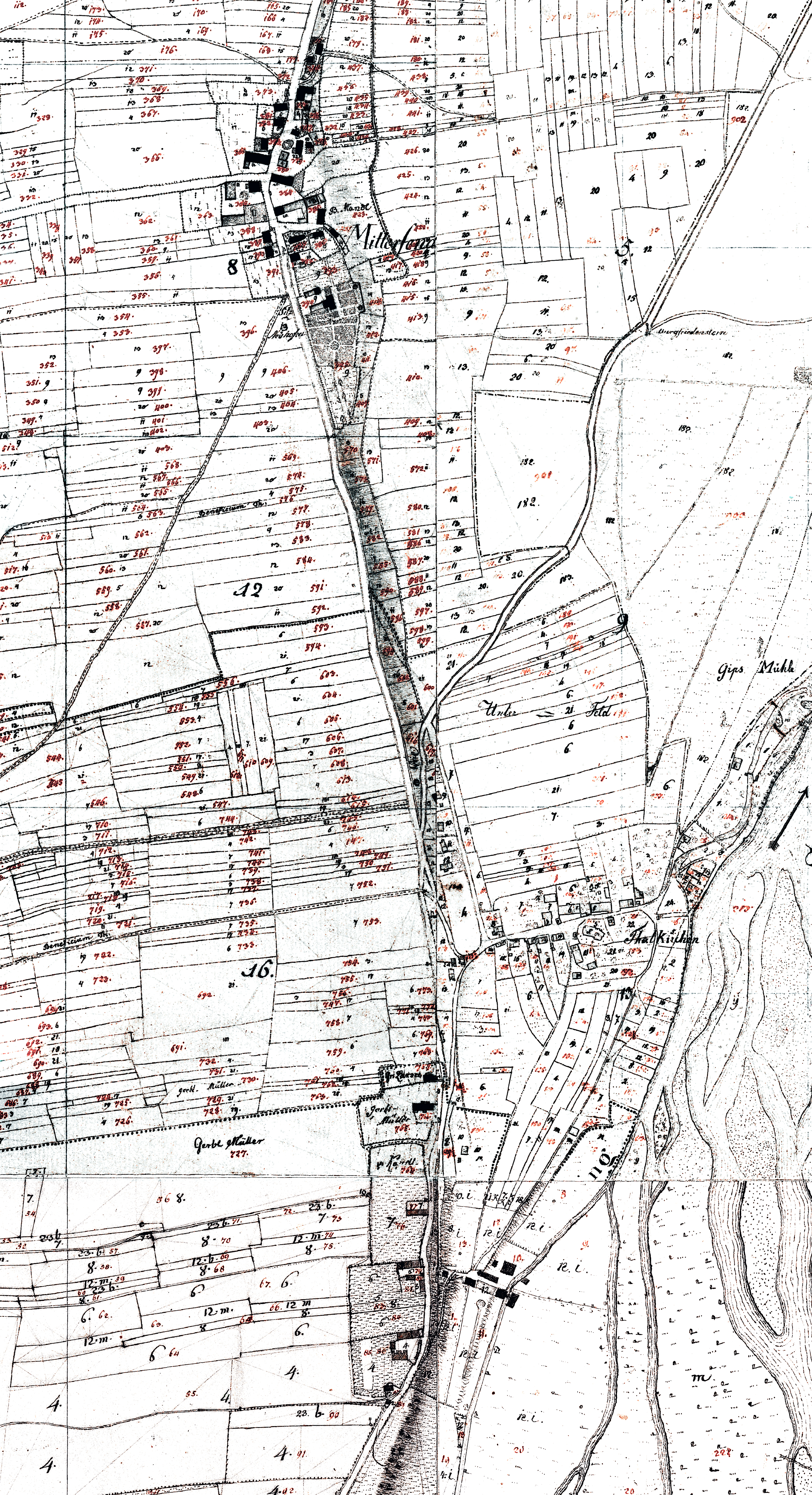
Thalkirchen und Umgebung um 1860

Thalkirchen, die Kirche im Tal, wurde erstmals im Jahre 1268 schriftlich erwähnt. 1818 wurde es mit Obersendling und Maria Einsiedel zu einer Gemeinde zusammengefasst. Der ursprüngliche Ortskern lag an der Kirche St. Maria Thalkirchen (heute Fraunbergplatz 1), zu der sich eine bedeutende Wallfahrt mit Ablass im Frauendreißiger nachweisen lässt. Das Dorfleben entwickelte sich um die Kirche. In einem Anbau der Kirche wurde 1686 die erste Schule Thalkirchens eingerichtet.
Wegen der Wallfahrt entwickelten sich in Thalkirchen umfangreiche Wirtschaften und Biergärten und der folgende Ausflugsverkehr. Verkehrlich war Thalkirchen durch die Isartalbahn angebunden. Diese Einflüsse legten gegen Ende des 19. Jahrhunderts im Zusammenhang mit dem starken Wachstum der Stadt München die Grundlage für Unterhaltungsbetriebe wie den Gierlinger Park, eine private Grünanlage mit Spazierwegen, einer Almhütte, einem kleinen Gewässer mit Bootsverleih und weiteren Einrichtungen. 1890 wurde das Bad Maria Einsiedel eröffnet. Thalkirchen wurde am 1. Januar 1900 nach München eingemeindet. Entscheidend dafür war die Gründung der Zentrallände in Thalkirchen für den Floßverkehr, weil die Floßländen in München wegen der Verkehrsbelastung aufgelassen wurden. Im Zuge der Eingemeindung wurde 1904 die erste Thalkirchner Brücke nach Harlaching errichtet. Ein berühmter Thalkirchner ist der Schriftsteller Wilhelm Jensen.
In Thalkirchen befindet sich der heutige Floßkanal Münchens, auf der anderen Isarseite über die Thalkirchner Brücke gut erreichbar liegt der Tierpark Hellabrunn im Nachbarbezirk 18 Untergiesing-Harlaching, und im Nordosten auf der Thalkirchner Flussseite der zu Sendling gehörende Flaucher, ein ausgedehnter Grünzug entlang der Isar mit Wald und Wiesen, Spielplätzen und dem gleichnamigen Biergarten in einem Forsthaus aus dem Jahre 1800. 

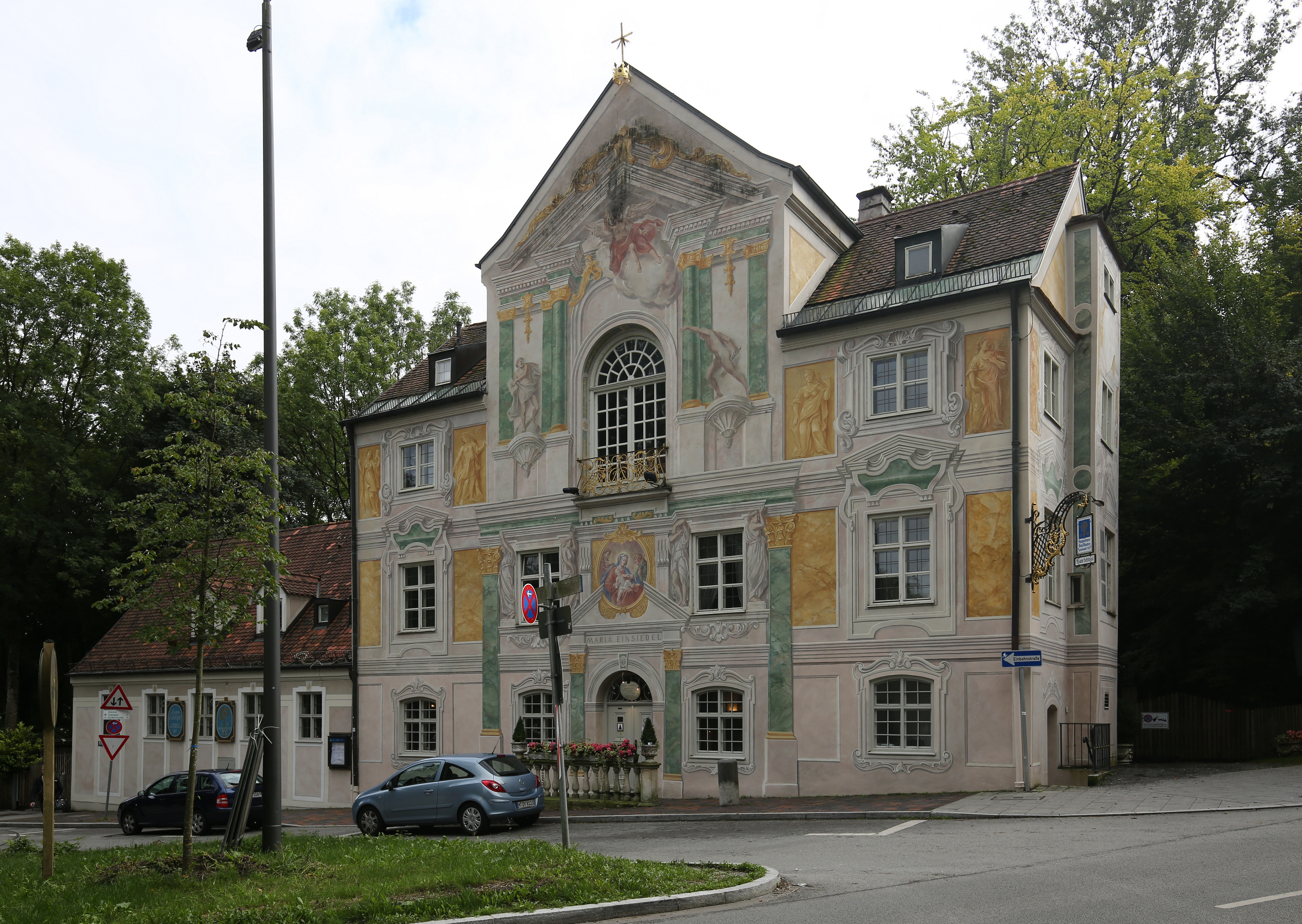
Das Asam-Schlössl am südlichen Ende der Maria-Einsiedel-Straße

Der Gemeindeteil Maria Einsiedel findet sich erstmals 1725 schriftlich genannt. Seinen Namen erhielt dieser Gemeindeteil durch den Maler Cosmas Damian Asam in Anlehnung an den gleichnamigen Schweizer Wallfahrtsort Maria Einsiedel. Asam kaufte das heute als Asam-Schlössl bezeichnete Anwesen 1724 mit Geldern, die er für die Ausmalung der Schweizer Wallfahrtskirche verdient hatte; am 11. Mai 1734 wurde der Eigentumsbrief ausgestellt. Am 25. März 1725 erhielt Egid Quirin Asam die Erlaubnis zur Errichtung einer Kapelle. Am 25. Oktober 1730 informierte er die zuständige geistliche Hoheit in Freising über die Fertigstellung des Gotteshauses, worauf dieses geweiht wurde.

## Einwohner
Mit der Selbstverwaltung Thalkirchens wurde 1818 erstmals die Zahl der Einwohner erfasst. In 28 Häusern wohnten damals 412 Seelen. Bis 1840 ging die Zahl auf 336 Personen zurück, bevor der Ausbau des Dorfes zum zunächst noch stark dörflich geprägten Vorort Münchens begann. 1861 waren 503 Einwohner registriert worden, 1880 zählte Thalkirchen 621 Menschen, 1885 waren es 750 und 1895 mit dem Beginn des planmäßigen Baus von Siedlungshäusern gab es schon 1416 Einwohner. Einen gewaltigen Sprung machte die Einwohnerzahl mit der Eingemeindung und der Erschließung Obersendlings: 1910 gab es 10.315 Bewohner des jetzigen Münchner Stadtbezirks Thalkirchen. 1925 waren es schon 15.908 Menschen, 1956 bewohnten 19.543 Personen den Bezirk und 1970 waren es 27.595 Thalkirchner und Obersendlinger.
Mit der Neuregelung der Münchner Stadtbezirke 1992 liegen Zahlen für Thalkirchen einschließlich Maria Einsiedel, Hinterbrühl und Prinz-Ludwigshöhe (ohne Obersendling) vor. Am Jahresende 1993 waren es 11.820 Einwohner. Bis 1998 gab es einen kleinen Rückgang auf 10.951 Personen. Bis 2015 folgte ein nahezu kontinuierlicher Anstieg bis auf 17.120 Thalkirchner, seitdem stagniert die Zahl (Stand 2020). Die Entwicklung zwischen 2000 und 2015 geht überwiegend auf die Bebauung auf dem Oberfeld zurück, die mit der Fertigstellung der Südseite im Jahr 2014 abgeschlossen wurde. Unterhalb der Hangkante entstanden von 2004 bis 2011 die Isargärten auf dem Grund des ehemaligen Isartalbahnhofs Thalkirchen. Außerdem findet im Stadtviertel wie in ganz München eine intensive Nachverdichtung statt, bei der Grundstücke von ehemaligen Einfamilienhäusern dichter bebaut und Gewerbeflächen in Wohnraum umgewidmet werden.

## Baudenkmäler

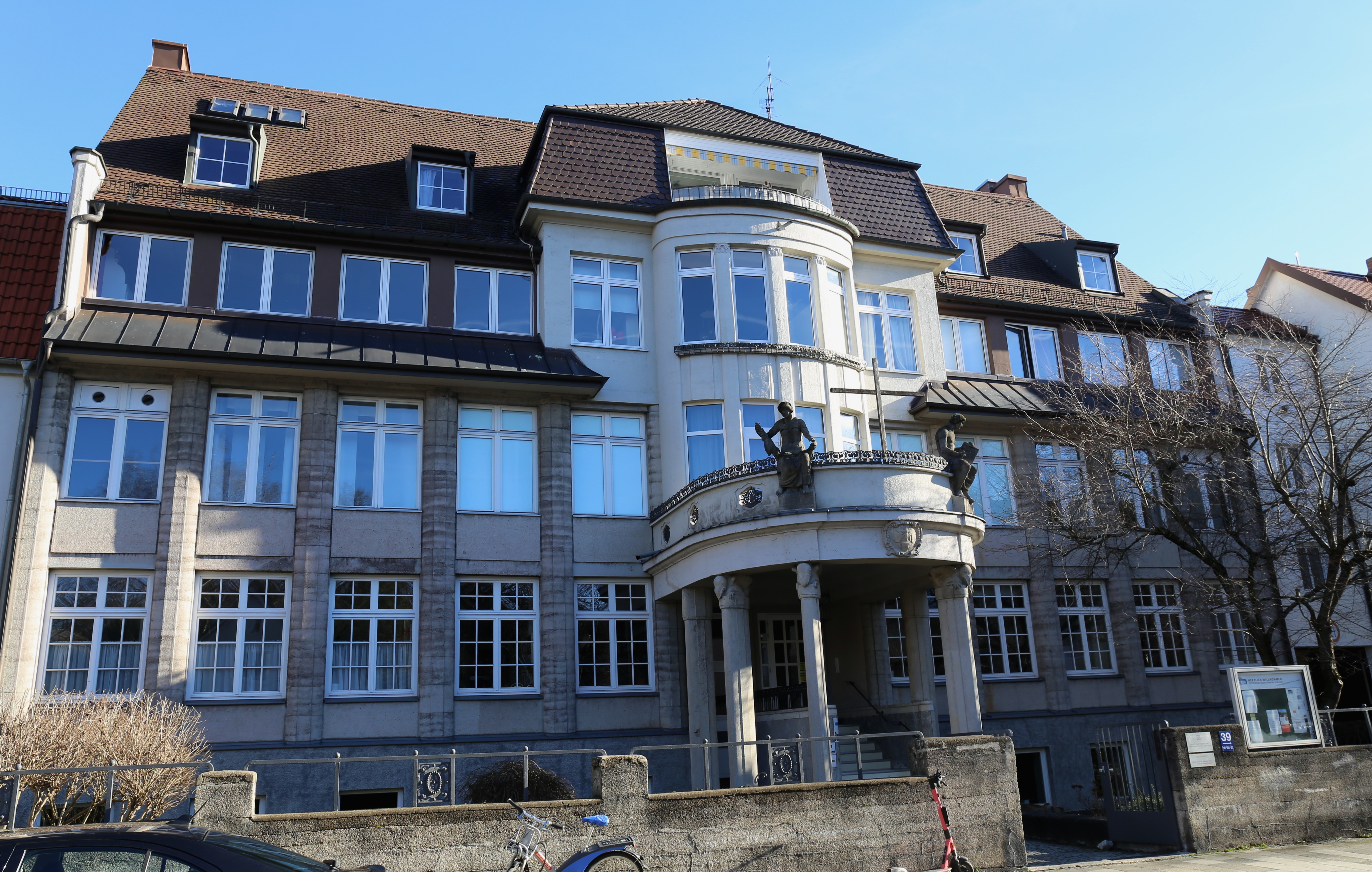
Emil-Geis-Straße 39
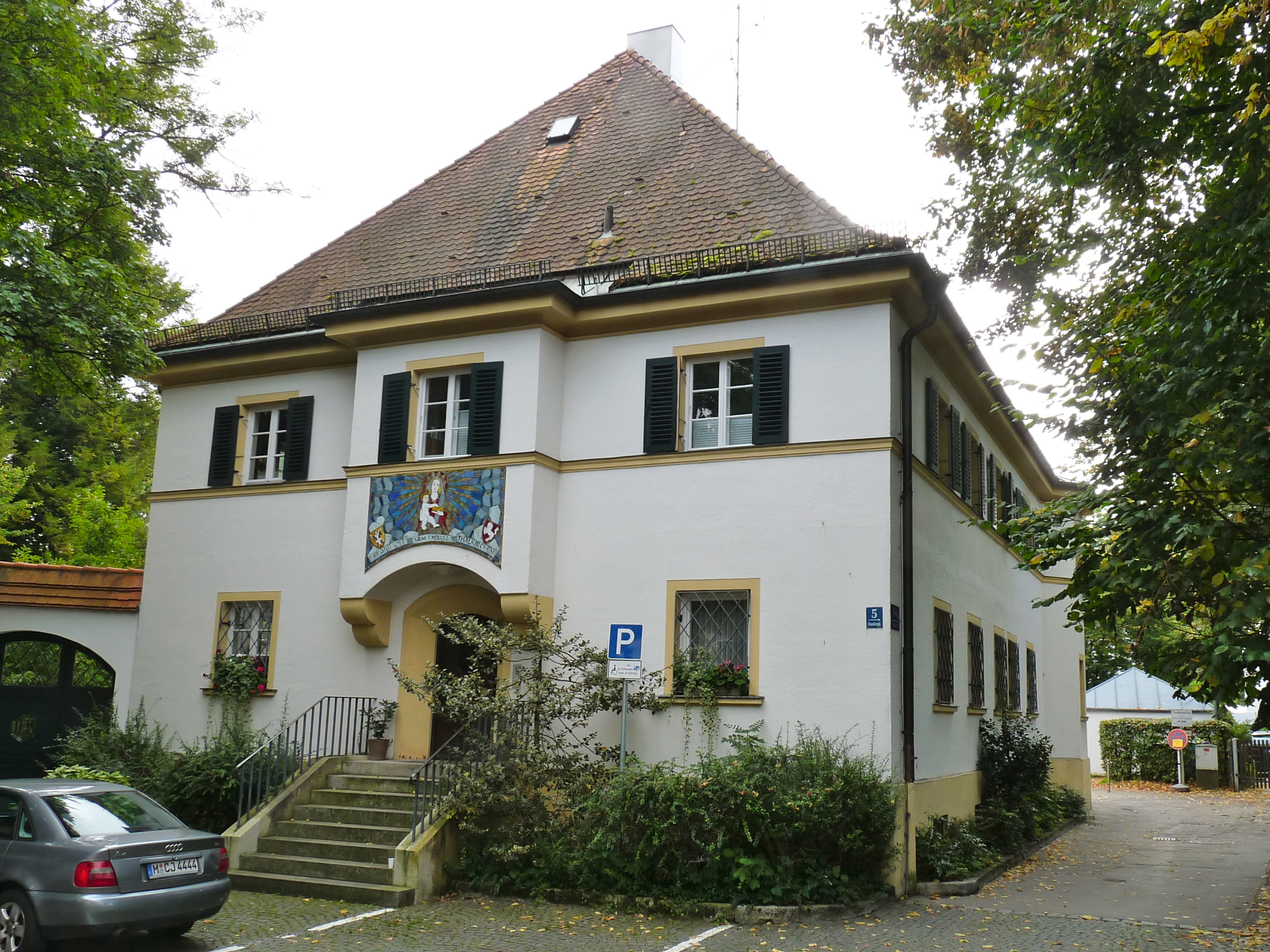
Fraunbergplatz 5, Kath. Pfarrhaus
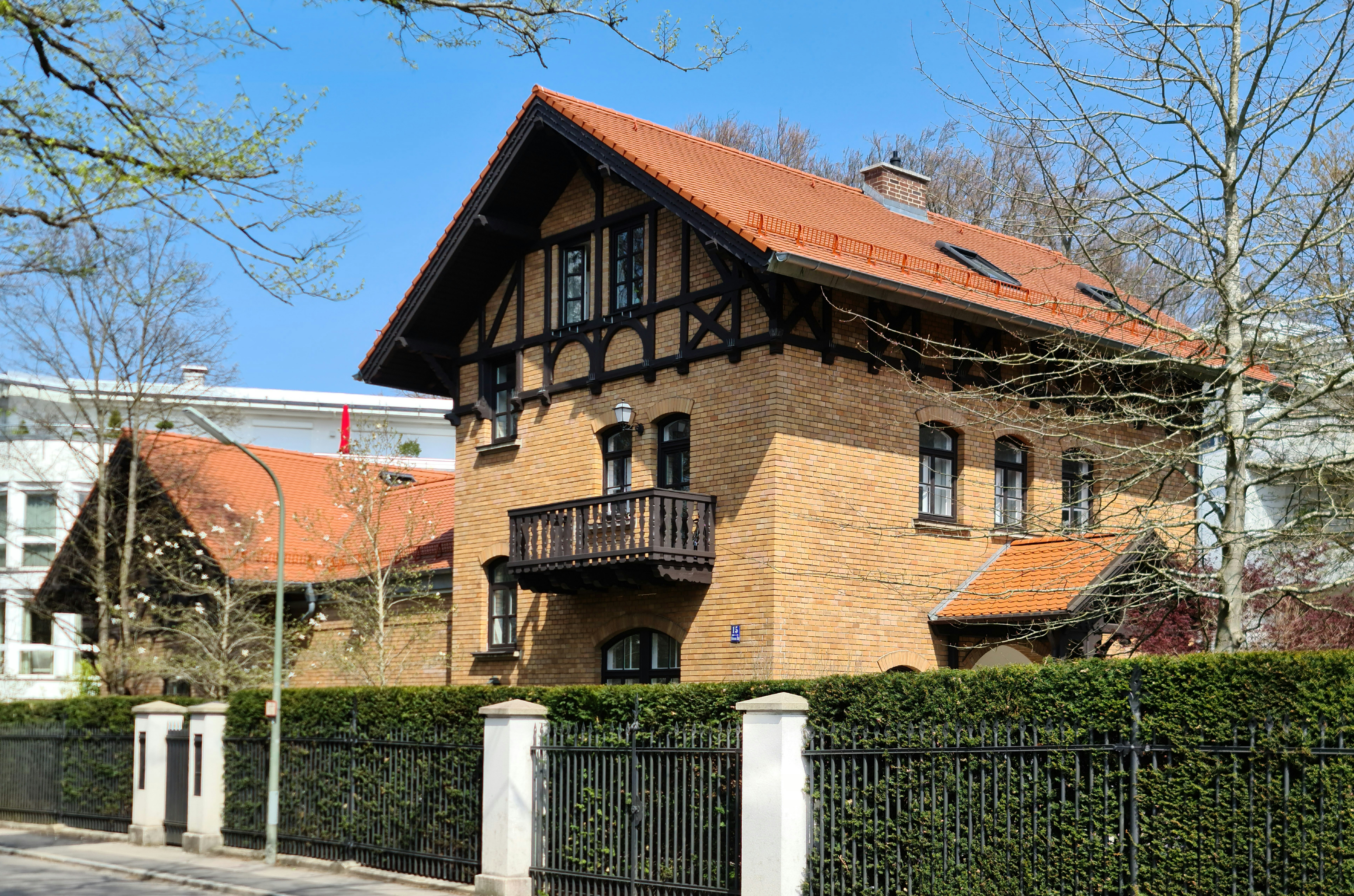
Heilmannstraße 15
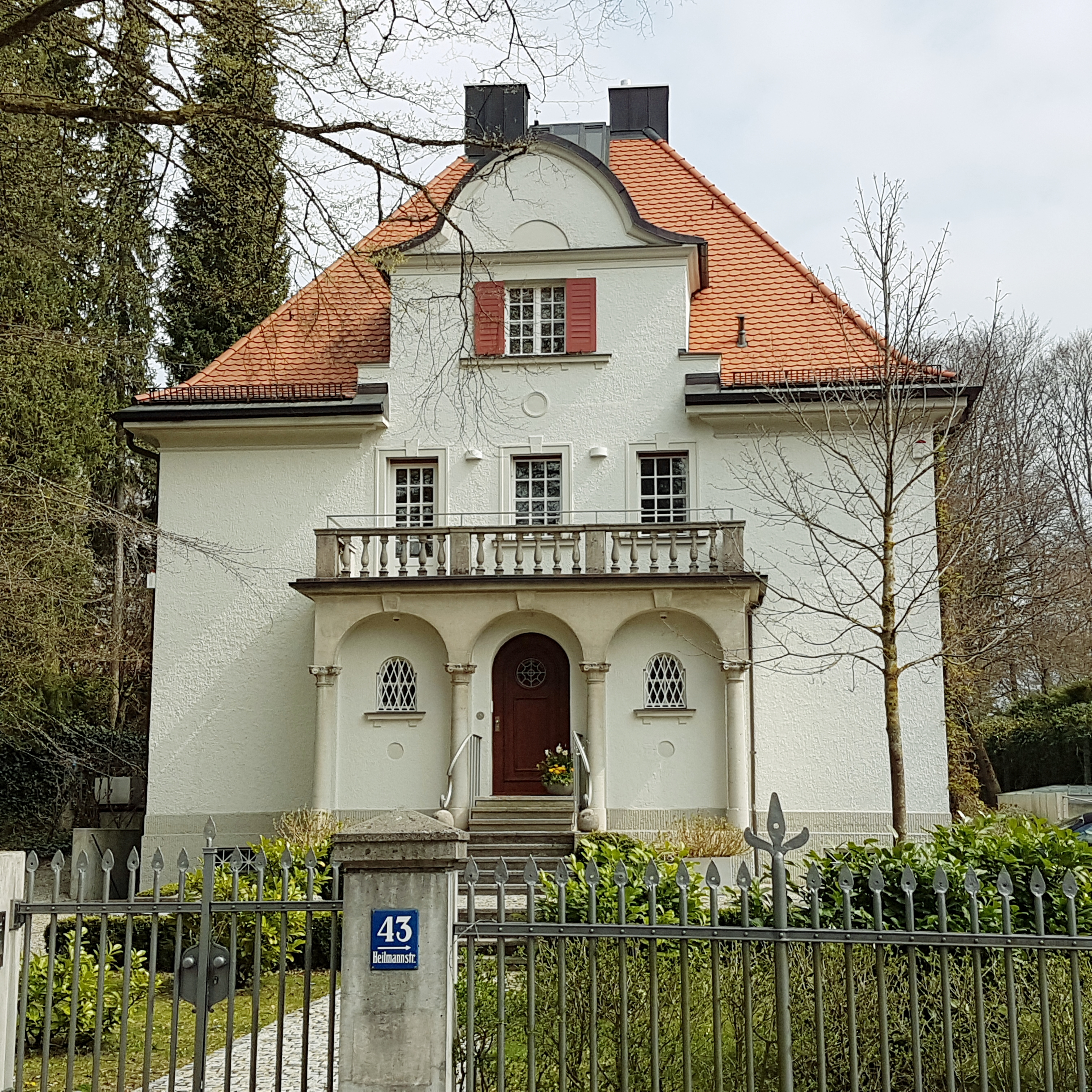
Heilmannstraße 43
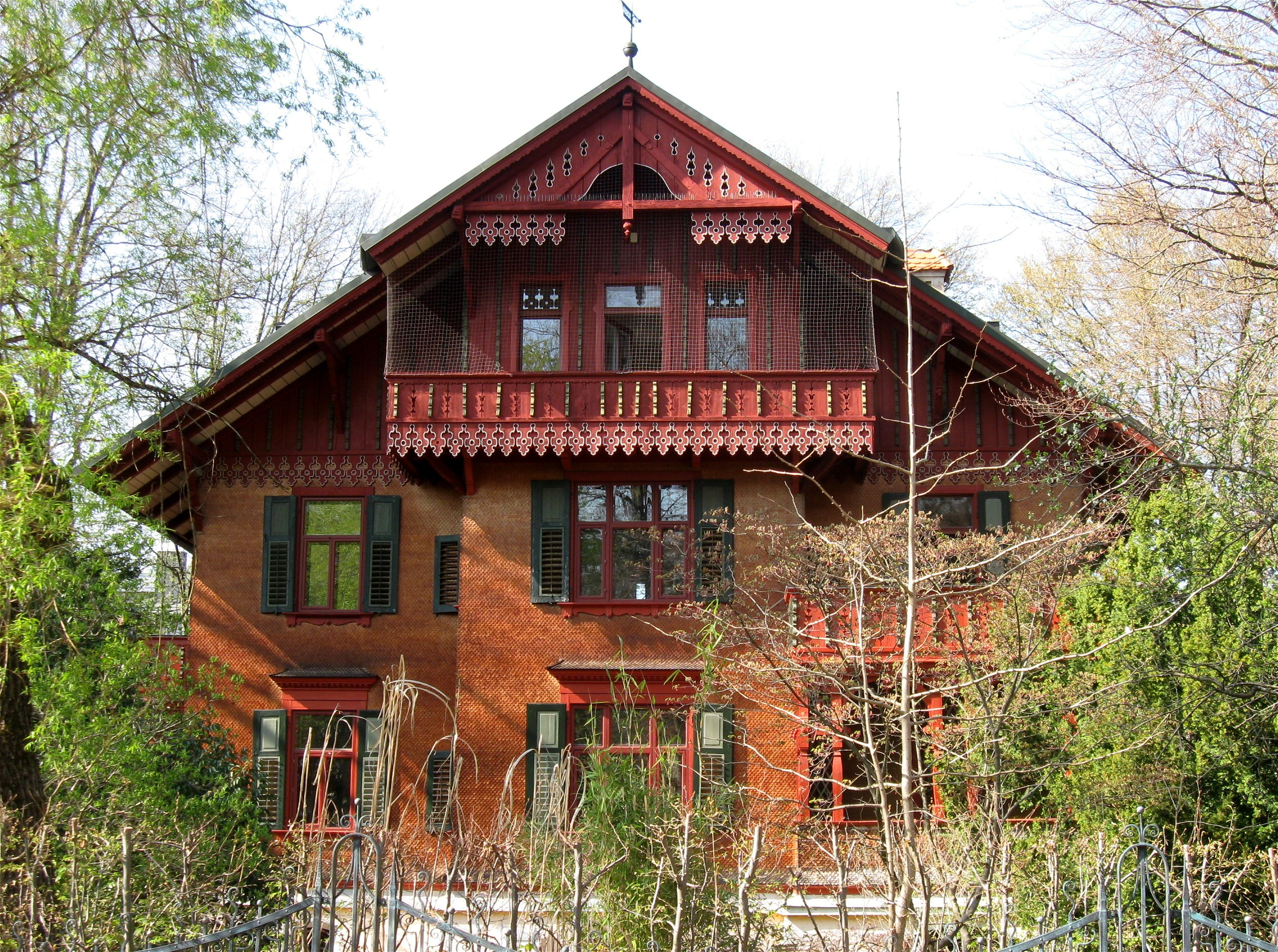
Idastraße 18
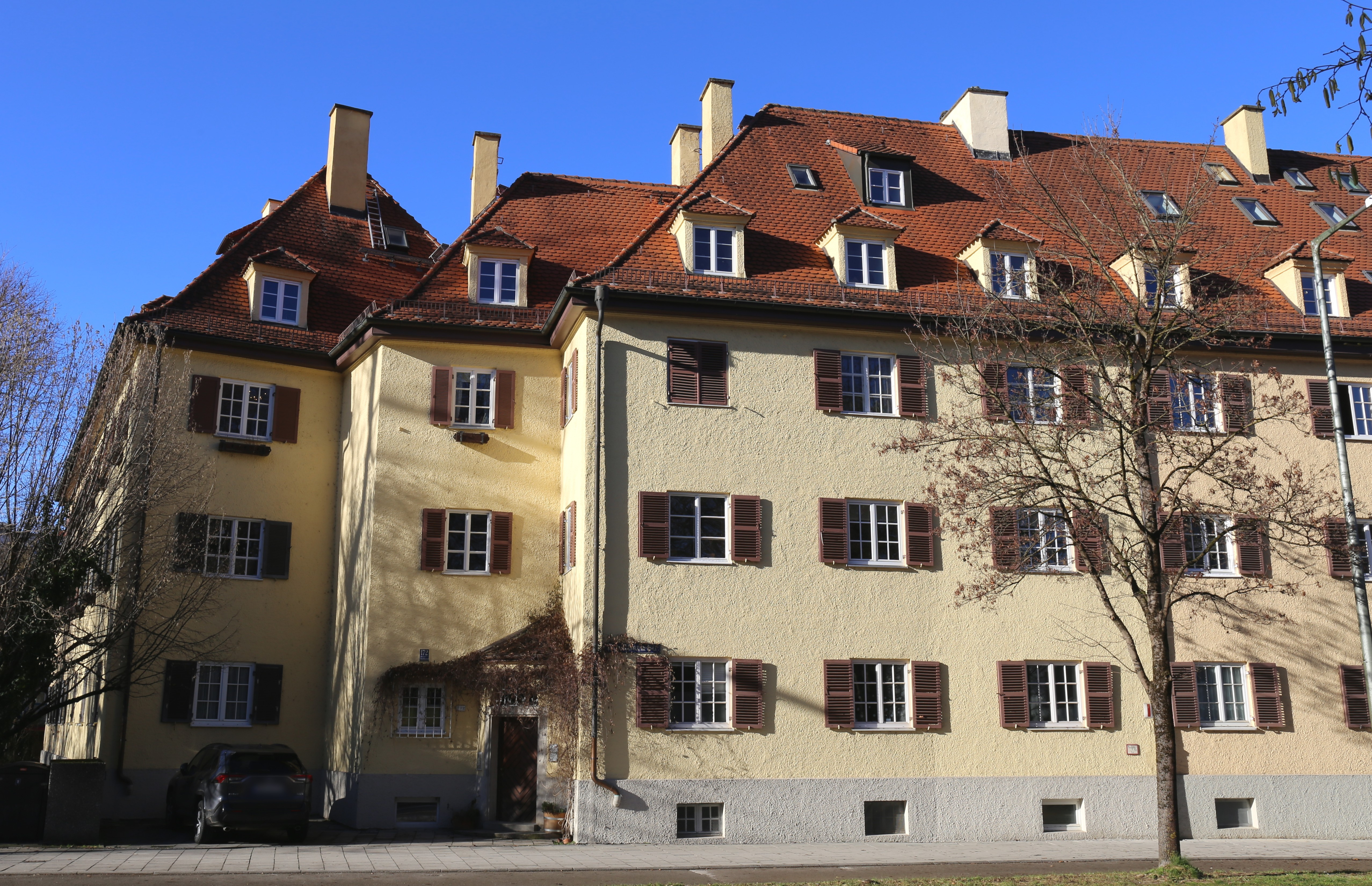
Schäftlarnstraße 172
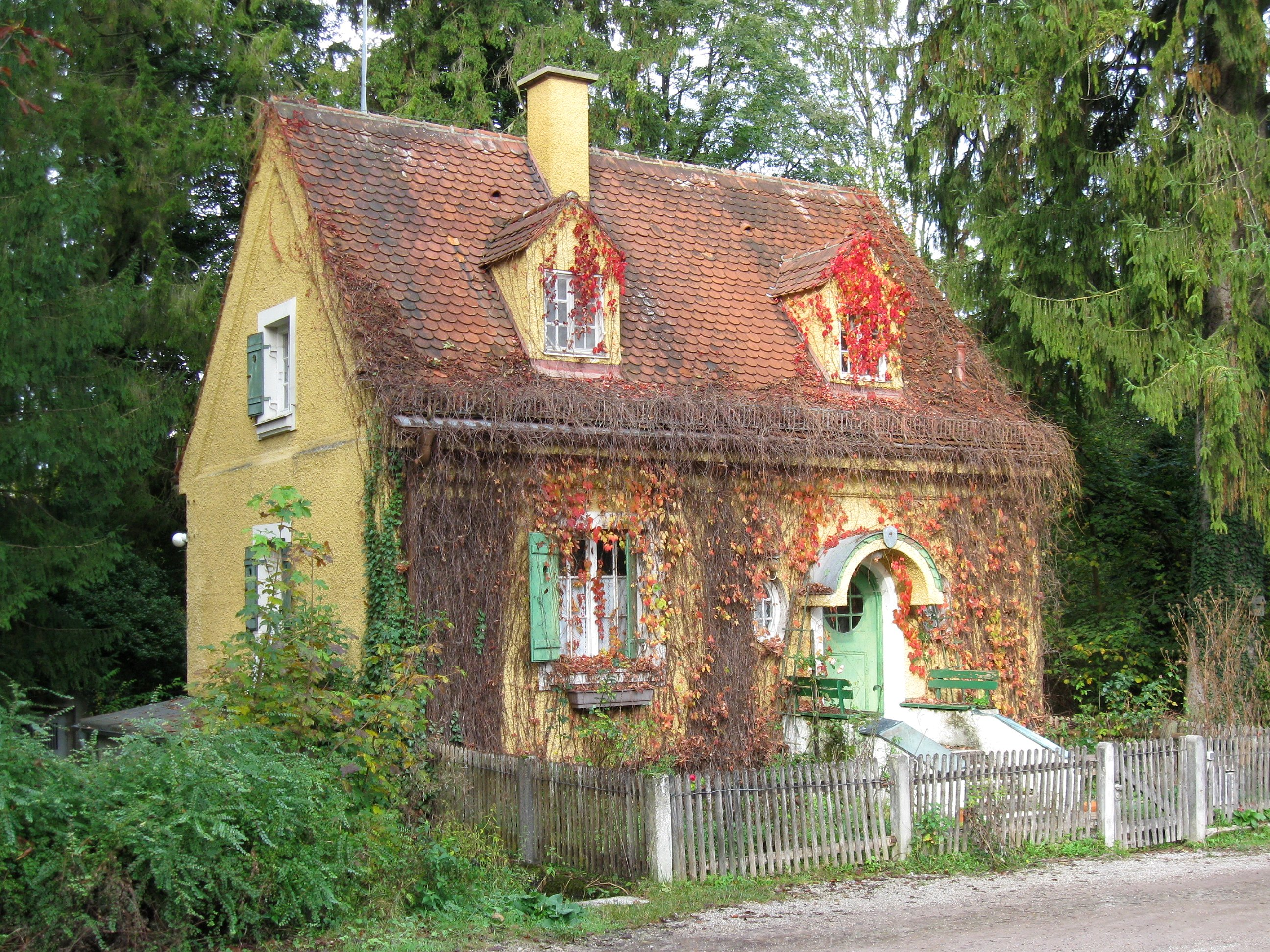
Zentralländstraße 35

## Verkehr und Infrastruktur
Verkehrlich ist das heutige Thalkirchen unterhalb der Hangkante vor allem durch den 1989 eröffneten U-Bahnhof Thalkirchen an der U3 erschlossen. Eine leistungsfähige Straßenanbindung besteht absichtlich nur zu Sendling im Norden. Sowohl die Straßenrampen an der Hangkante als auch die Thalkirchner Brücke nach Harlaching sind bewusst nicht für den Schwerlastverkehr ausgelegt. Dadurch soll der dörfliche Charakter erhalten bleiben.
Oberhalb der Flussterrasse verläuft die Bundesstraße 11 als Plinganserstraße und Wolfratshauser Straße in Nord-Süd-Richtung nach Sendling und Solln. Von ihr zweigt die Boschetsrieder Straße nach Westen und Obersendling und weiter nach Forstenried ab.
Die Münchner Trambahn fuhr seit 1906 auf der Plinganserstraße und Boschetsrieder Straße oberhalb der Hangkante (Linie 22, später 8, 16) und seit 1912 auch unterhalb in den Kern Thalkirchens (Linie 20). Die Linie 20 wurde für den Bau der U-Bahn München 1970 stillgelegt, die Linie 16 erst mit der Eröffnung der U-Bahn nach Fürstenried-West im Jahr 1991. Die Isartalbahn verkehrte im Personenverkehr nach Thalkirchen zwischen 1891 und 1964. Bis 1989 gab es noch bescheidenen Güterverkehr.
Bedeutend war Thalkirchen für die Flößerei auf der Isar, die seit 1310 urkundlich nachgewiesen ist. Sie war lange der wichtigste Transportweg vom bayerischen Oberland nach München und erreichte ihre Blütezeit mit dem Wachstum der Stadt zwischen 1860 und 1870 und damit kurz vor der Eröffnung der Isartalbahn. Seit Anfang des 20. Jahrhunderts und verstärkt ab etwa 1960 hat sie nur noch touristische Bedeutung.

## Wirtschaft
Historisch war Thalkirchen von der Landwirtschaft geprägt. Im Norden des Dorfes gab es 1426 drei Mühlen, von denen zwei im Abgabenverzeichnis des Angerklosters zusammen mit Thalkirchen erfasst wurden. Sie liegen aber mit dem nach ihnen benannten Dreimühlenviertel in der heutigen Isarvorstadt. Südlich des Dorfes ist seit 1337 eine weitere Mühle nachweisbar, aus der sich der Ortsteil Maria Einsiedel entwickelt hat. Eine Tafernwirtschaft ist mit dem heutigen Alten Wirt seit 1610 belegt.
Erst Anfang des 19. Jahrhunderts kamen Handwerker wie Sattler und Schmied hinzu. Etwa gleichzeitig ist als erster gewerblicher Betrieb ein Kalkbrenner südlich des Dorfes genannt. 1857 wurde die sogenannte Notlände als zusätzliche Anlegestelle für Flöße errichtet. Sie sollte die überlasteten und von der Bebauung eingeschnürten Floßländen in München ergänzen. Mit ihr kamen zwei industrielle Sägewerke, die das Floßholz zu Baumaterial verarbeiteten. Die Notlände wurde 1892 geschlossen und der Grund an die Isartalbahn verkauft. 1899 eröffnete die neue Zentrallände, durch die Thalkirchen der Anlegepunkt für alle Flöße auf der Isar wurde. Mit ihr wurde in einem nahegelegenen Wohnhaus die Gaststätte Zentrallände eröffnet. Außergewöhnlich war, dass Thalkirchen seit 1891 eine elektrische Straßenbeleuchtung hatte. Dazu gehörten 3 Bogenlampen, 1.132 Glühlampen, drei Motoren mit zusammen 14,5 PS und eine elektrische Heizung. Der Ort verdankte diese technische Neuerung den Isarwerken von Bau- und Immobilienunternehmer Jakob Heilmann und den Bankiers Johannes Kaempf und Wilhelm von Finck. Diese bauten 1891 und 1904 zwei Wasserkraftwerke an der Isar bei Höllriegelskreuth und Pullach und erschlossen ab 1895 mit der Elektrizität ein Industriegebiet in Obersendling.
Seit dem Aufschwung des Ausflugsverkehrs Mitte des 19. Jahrhunderts wurden weitere Gasthöfe und mehrere Klein-Brauereien eröffnet, so der Metzgerbräu, der Weißbier-Ausschank, das Café Luitpolt und die Deutsche Eiche. Der aufwändigste Vergnügungsbetrieb war der kurzlebige (1900–1904) Gierlinger Park.
Die Lage an der Isar war der Grund für die Errichtung einer Wasserheilanstalt, aus der die beiden heutigen Kliniken am Isarkanal hervorgegangen sind. Die Gründung durch Josef Bleile, einem Schüler von Vincenz Prießnitz, erfolgte 1844. Bleile war kein Arzt, seine Einrichtung wurde nur genehmigt, weil er keinerlei medizinische Geräte oder Präparate einsetzte, sondern nur eine Kaltwasserkur anbot. Ab 1874 wurde der Betrieb mehrmals verkauft. 1883 kaufte Vitus Stammler die Einrichtung und machte daraus eine daraus eine medizinisch anerkannte Klinik. Die Klinik war erfolgreich und ging 1901 an Max Scherzberg und wurde später von Sanitätsrat Karl Uibeleisen übernommen. Als Uibeleisen 1920 nach Bad Kissingen umzog, wo die von ihm gegründete Reha-Klinik bis heute besteht, übernahm Kurt Lichtwitz die Klinik und baute das Angebot systematisch aus. Neben die bestehende Badetherapie treten weitere Anwendungen, die erste Entbindungsstation im Münchner Süden und ab 1925 in einem benachbarten Gebäude eine Psychiatrische Klinik für eine gehobene Klientel. Lichtwitz wurde als Jude durch die NSDAP heftig angefeindet, bevor er im Jahr 1933 kurz nach der Machtübernahme starb. Seine Frau verkaufte die Klinik 1935 an die beiden leitenden Ärzte Rinecker und Müller. Als sich die beiden zerstritten, wurde der Betrieb 1937 geteilt. Müller betrieb in den südlichen Gebäuden eine internistische Klinik. Rinecker baute den nördlichen Teil in eine chirurgische Klinik um. Beide Krankenhäuser waren die jeweils ersten im Münchner Süden und blieben bis 2016 in Familienbesitz, als beide Kliniken an die Artemed-Gruppe verkauft wurden, die sie als Internistisches Klinikum München Süd und Chirurgisches Klinikum München Süd führt. Von 1999 bis 2019 bestand in der Nachbarschaft noch das Rinecker Proton Therapy Center, das eine besonders aufwändige und innovative Form der Protonentherapie anbot. Es konnte aber nie genug Patienten anziehen, um wirtschaftlich erfolgreich zu werden, und stellte Mitte 2019 den Betrieb ein. Ebenfalls auf Thalkirchner Gebiet, aber oberhalb der Hangkante, liegt das Krankenhaus Martha Maria, das aus der 1897 gegründeten Kuranstalt Obersendling für Psychisch-Kranke von Herrn Geheimrat Dr. Karl Ranke hervorging und heute eine Fachklinik mit Schwerpunkt auf Endokrinologie darstellt.
Auf dem Oberfeld, aber noch östlich der Bahnlinie wurden 1941 die drei Rüstungsbetriebe Linhof, Widmaier und Grunow angesiedelt. Architekt Karl Brücklers wurde mit dem Bau beauftragt. Nach Fertigstellung der Bauten für Linhof und Widmaier stockten die Arbeiten wegen Mangels an Arbeitern. Von 16. März bis 1. Dezember 1942 wurde daher ein kleines Außenlager des KZ Dachau angelegt. 40 Häftlinge, zumeist Handwerker, mussten zunächst ihre eigene Baracke und zwei Wachtürme bauen und dann das Werksgebäude Koppstraße 6 errichten. Nach dessen Fertigstellung wurde das Lager aufgelöst, die Häftlinge wurden wieder nach Dachau überstellt. Linhof hat seinen Sitz weiterhin am damaligen Ort, Widmaier zog im 21. Jahrhundert nach Baierbrunn, Grunow ging in Siemens auf.

## Persönlichkeiten
- Maximilian Ehrenstein (1899–1968), deutschamerikanischer Biochemiker